# Marcelle Padovani
Pour les articles homonymes, voir Padovani.
Marcelle Padovani est une journaliste française, spécialiste de la gauche et de la vie politique italienne, correspondante de L'Obs en Italie depuis 1974.

## Biographie
Née en 1947, Marcelle Padovani est issue d’une famille corse assez modeste dont elle tire sans doute une culture politique républicaine. En novembre 1970, elle quitte L'Express pour le Nouvel Observateur. 
Elle est d’abord chargée essentiellement du PCF et des différentes forces gauchistes (Gauche prolétarienne, LCR, PSU). Mais elle est aussi sensible à la situation des régions et a du mal à faire passer un article dans lequel elle dénonce la « main basse sur la Corse » (14 juin 1971) en raison des liens qu’entretiennent les dirigeants du journal (notamment Pierre Bénichou) avec Castel, associé dans un investissement dans les îles Cavallo. Mobilisée pour couvrir les élections municipales de 1971, elle tend alors à plus traiter du Parti socialiste, ce qu’elle fait dans un sens favorable au CERES, notamment lors du congrès d’Epinay.
Appréciant l’ancrage à gauche du CERES et l’intelligence de son leader qu’elle interview en novembre 1971, elle s’inscrit, avec René Backmann et Lucien Rioux dans la sensibilité la plus unitaire du journal. Mais elle tisse aussi des liens privilégiés avec François Mitterrand au point que c'est elle qui, de 1971 à 1973, l’interviewe au nom du journal. Cette proximité avec la mouvance à la fois mitterrandienne, marxiste et révolutionnaire se retrouve dans l’interview qu’elle obtient de Régis Debray en juin 1973. Elle traite aussi un peu de social et des syndicats, notamment de la CFDT dont elle interviewe un des leaders les plus à gauche, Fredo Krumnow.
À l’occasion de reportages en Italie, les liens qu’elle tisse avec Bruno Trentin, le secrétaire général de la Confédération générale italienne du travail (qui deviendra son mari), l’amènent à vouloir rejoindre l’Italie et y rester comme correspondante du journal. Obtenant satisfaction en mars 1974, elle se dégage alors de la politique intérieure – à l’exception de quelques articles sur le Parti communiste français – pour ne se consacrer plus qu’à l’actualité italienne.
Elle y couvre avec attention la gauche italienne et tout particulièrement le PCI, par exemple dans le cadre d’un document « P.C.I. : un autre visage du communisme » (29 septembre 1975 – n° 568). Elle tire d’ailleurs sur le sujet un livre : La Longue Marche, le Parti communiste italien, publié chez Calmann-Lévy en 1976. Mais si elle est attachée à mettre en avant l’intérêt du modèle communiste italien, elle traite aussi du gauchisme et du PSI dont elle interview un des leaders, Bettino Craxi, en juillet 1976.
En mai 1981, elle revient spécialement pour la campagne présidentielle et son invitation chez François Mitterrand au lendemain de sa victoire, indique la proximité de ses rapports avec le premier secrétaire.
En 1979, elle publie un livre d'entretien avec l'écrivain Leonardo Sciascia (La Sicile comme métaphore), puis une série d'articles sur la Sicile dans la presse et réalise deux reportage pour la télévision sur la mafia sicilienne, l'un sur des femmes engagées contre la mafia, l'autre, Nemici della mafia : la solitudine del giudice Falcone (1988), portrait du juge Giovanni Falcone. Après cette première interview, en février 1991, elle convainc le magistrat d'écrire un livre de conversation, qui paraît d'abord en français sous le titre de Cosa Nostra – Le juge et les « hommes d'honneur » puis traduit en italien et intitulé Cose di Cosa Nostra,. 
Elle a écrit de nombreux ouvrages sur l'Italie et, en particulier, sur la mafia sicilienne.

## Œuvres
- Leonardo Sciascia, La Sicilia come metafora, Intervista di Marcelle Padovani, Milano, Mondadori, 1979,  (ISBN 88-04-33004-X)
- Marcelle Padovani, Les dernières années de la mafia, Gallimard, 1987
- Marcelle Padovani et Giovanni Falcone, Cosa Nostra – Le juge et les « hommes d'honneur », Éditions N°1 / Austral, 1991.
- Giovanni Falcone, avec Marcelle Padovani, Cose di Cosa Nostra, Milano: BUR, 1991, 2004,  (ISBN 88-17-00233-X)
- Marcelle Padovani, Mafia, mafias, coll. « Découvertes Gallimard/Culture et société » (no 552), Éditions Gallimard, 2009,  (ISBN 9782070396511)